# جون بورتون (لاعب كرة قدم)
جون بورتون (بالإنجليزية: John Burton)‏ هو لاعب كرة قدم بريطاني (وحمل سابقاً جنسية المملكة المتحدة لبريطانيا العظمى وأيرلندا) في مركز الدفاع، ولد في 18 سبتمبر 1863 في المملكة المتحدة، وتوفي في أبريل 1914 في برمنغهام في المملكة المتحدة. لعب مع أستون فيلا.